# Barcelona Estació de França
Estació de França (Barcelona Estació de França) – druga co do wielkości i obsługiwanego ruchu podróżnych stacja kolejowa w Barcelonie, w regionie Katalonia, w Hiszpanii. Obsługuje połączenia w kierunku Francji.

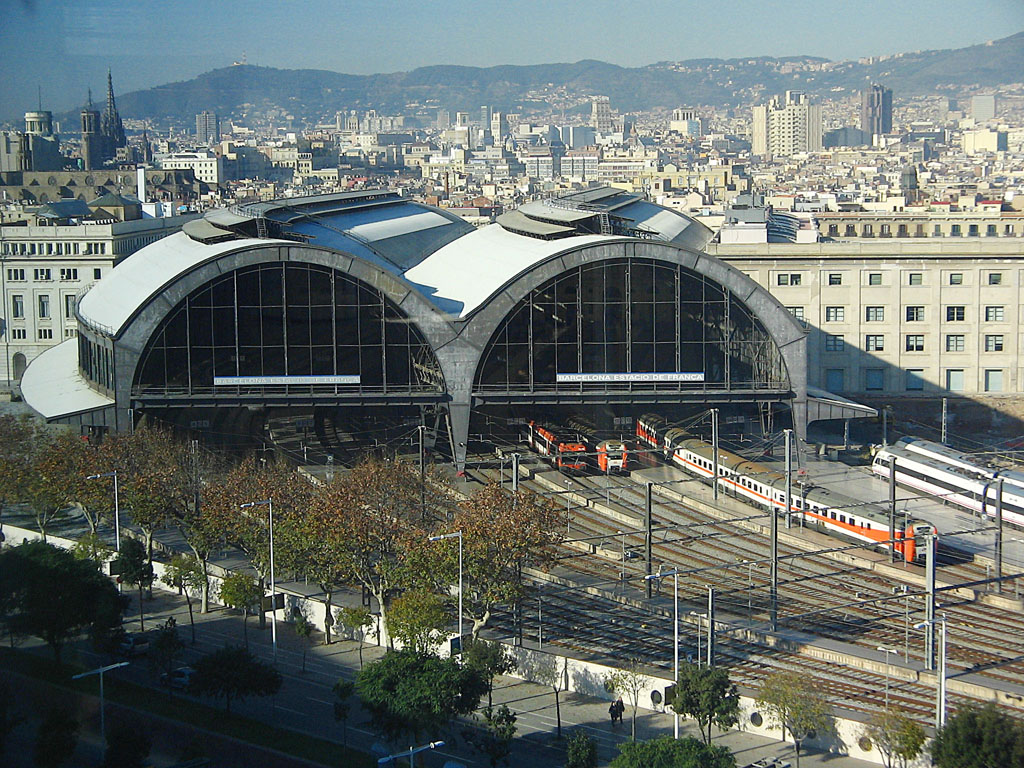
Widok na dworzec